# Ingrid Auerswald
Ingrid Auerswald, née Brestrich le 2 septembre 1957 à Iéna et divorcée Lange, est une athlète est-allemande spécialiste du sprint court qui faisait partie des meilleures sur 100 m au début des années 1980.

## Biographie
Bien qu'Ingrid Auerswald était pendant toute sa carrière restée dans l'ombre de la championne du monde et détentrice du record du monde Marlies Göhr et dans une moindre mesure de son autre compatriote Bärbel Eckert, elle n'était pas qu'une excellente coureuse de relais. Individuellement, elle était pourtant l'éternelle troisième avec du bronze aux Jeux olympiques d'été de 1980 et à cinq championnats d'Allemagne de l'Est.
Aux championnats d'Europe de 1986, elle s'est classée cinquième. En relais 4 × 100 m, elle a été championne olympique en 1980, vice-championne olympique en 1988, championne du monde en 1983 et championne d'Europe en 1986.
Elle a été impliquée dans sept records du monde en relais 4 × 100 m dont l'ancien record du monde (41 s 37 avec Silke Gladisch, Sabine Rieger et Marlies Göhr le 6 octobre 1985 à Canberra) battu en 2012 par l'équipe des États-Unis aux Jeux Olympiques de Londres. Depuis la révélation des programmes de dopage d’État de la Stasi en Allemagne de l'Est, cette performance fait l'objet de nombreuses suspicions. Avec Marlies Göhr, elle est la seule à avoir participé à tous les records du monde établis par la RDA en relais 4 × 100 m.
Ingrid Auerswald s'entraînait au SC Motor Jena sous les ordres de Horst-Dieter Hille. En compétition, elle pesait 59 kg pour 1,58 m. Après la fin de sa carrière sportive, elle est devenue entraîneur dans un fitness à Iéna.

## Palmarès

### Jeux olympiques
- Jeux olympiques de 1980 à Moscou (URSS)
  -  Médaille d'or en relais 4 × 100 m (avec Romy Müller, Bärbel Wöckel et Marlies Göhr)
  -  Médaille de bronze sur 100 m en 11 s 14
- Jeux olympiques de 1988 à Séoul (Corée du Sud)
  -  Médaille d'argent en relais 4 × 100 m (avec Kerstin Behrendt, Silke Gladisch et Marlies Göhr)

### Championnats du monde d'athlétisme
- Championnats du monde d'athlétisme de 1983 à Helsinki (Finlande)
  -  Médaille d'or en relais 4 × 100 m (avec Marita Koch, Silke Gladisch et Marlies Göhr)

### Championnats d'Europe d'athlétisme
- Championnats d'Europe d'athlétisme de 1986 à Stuttgart (Allemagne de l'Ouest)
  - 5e sur 100 m
  -  Médaille d'or en relais 4 × 100 m (avec Silke Gladisch, Sabine Günther et Marlies Göhr)

### Championnats d'Europe d'athlétisme en salle
- Championnats d'Europe d'athlétisme en salle de 1981 à Grenoble (France)
  - 4e sur 50 m
- Championnats d'Europe d'athlétisme en salle de 1988 à Budapest (Hongrie)
  - 5e sur 200 m

### Coupe du monde des nations d'athlétisme
- Coupe du monde des nations d'athlétisme de 1977 à Düsseldorf (Allemagne de l'Ouest)
  - 2e au classement général avec la République démocratique allemande
  - 2e en relais 4 × 100 m
- Coupe du monde des nations d'athlétisme de 1979 à Montréal (Canada)
  - 1re au classement général avec la République démocratique allemande
  - 2e en relais 4 × 100 m
- Coupe du monde des nations d'athlétisme de 1985 à Canberra (Australie)
  - 1re au classement général avec la République démocratique allemande
  - 1re en relais 4 × 100 m

### Championnats de RDA
- -  Médaille de bronze sur 100 m en 1977, 1979, 1980, 1984 et 1988
  -  Médaille d'or en relais 4 × 100 m avec le SC Motor Jena en 1981, 1983, 1984, 1985, 1987 et 1988

### Meilleures performances
- 100 m : 11 s 14 en 1980 à Moscou
- relais 4 × 100 m : 41 s 37 le 6 octobre 1985 à Canberra

### Records
- record du monde du relais 4 × 100 m en 42 s 10, réalisé le 10 juin 1979 à Karl-Marx-Stadt avec Marita Koch, Romy Schneider et Marlies Göhr (amélioration du record détenu depuis le 19 août 1978 par un autre relais est-allemande composé de Klier-Hamann-Bodendorf-Göhr)
- record du monde du relais 4 × 100 m en 42 s 09, réalisé le 4 août 1979 à Turin avec Christina Brehmer, Romy Schneider et Marlies Göhr (amélioration de son précédent record)
- record du monde du relais 4 × 100 m en 42 s 09, réalisé le 9 juillet 1980 à Berlin avec Romy Müller, Bärbel Wöckel et Marlies Göhr (précédent record égalé)
- record du monde du relais 4 × 100 m en 41 s 85, réalisé le 13 juillet 1980 à Potsdam avec Romy Müller, Bärbel Wöckel et Marlies Göhr (amélioration de son précédent record)
- record du monde du relais 4 × 100 m en 41 s 60, réalisé le 1er août 1980 à Moscou avec Romy Müller, Bärbel Wöckel et Marlies Göhr (amélioration de son précédent record)
- record du monde du relais 4 × 100 m en 41 s 53, réalisé le 31 juillet 1983 à Berlin avec Silke Gladisch, Marita Koch et Marlies Göhr (amélioration de son précédent record)
- record du monde du relais 4 × 100 m en 41 s 37, réalisé le 6 octobre 1985 à Canberra avec Silke Gladisch, Sabine Rieger et Marlies Göhr (amélioration de son précédent record)

## Sources
1. ↑  Christopher Clarey, « Germans seek to cleanse a long-lasting stain », The New York Times, 4 novembre 2005 (consulté le 5 août 2012) : « On that same day and track, four of Koch's compatriots - Silke Gladisch, Sabine Rieger, Ingrid Auerswald and Marlies Göhr - set a world record of 41.37 seconds in the 4x100-meter women's relay that still stands the test of time but not suspicion. »

- Volker Kluge: Das große Lexikon der DDR-Sportler, Schwarzkopf & Schwarzkopf, Berlin 2000  (ISBN 3-89602-348-9)

- (de) Cet article est partiellement ou en totalité issu de l’article de Wikipédia en allemand intitulé « Ingrid Auerswald » (voir la liste des auteurs).